# United Daughters of Confederacy

Bandera de la Confederació (1865).

United Daughters of Confederacy (en català: les Filles Unides de la Confederació) Son una organització fraternal, formada per dones descendents de soldats confederats, que fou creada en l'any 1894, per Caroline Meriwether Goodlett (1833-1914) i Anna Davenport Raines (1853-1915), antigues infermeres de l'Exèrcit dels Estats Confederats, amb una finalitat similar a l'associació Sons of Confederate Veterans però pensada per a dones, principalment òrfenes i vídues de guerra confederades. Ha estat una de les encarregades de mantenir la flama sudista a nivell cultural.